# کوین روز
کوین روز (انگلیسی: Kevin Roose) نویسنده و روزنامه‌نگار اهل ایالات متحده آمریکا است. او نویسندهٔ سه کتاب است و به‌عنوان ستون‌نویس فناوری و مجری پادکست د نیویورک تایمز کار می‌کند. او کتابی در مورد دانشگاه لیبرتی نوشته است که یک دانشگاه مسیحی انجیلی است که به‌دلیل قوانین سختگیرانه‌ای که در آن بر دانشجویان تحمیل می‌شود، شهرت دارد. روز همچنین در سال ۲۰۱۵ در فهرست ۳۰ شخص زیر ۳۰ سال مجلهٔ فوربز قرار گرفت.

## زندگی و حرفه
روز فارغ‌التحصیل مدرسه وست‌تاون و دانشگاه براون است. او سابقاً به‌عنوان مدیر اخبار در فیوژن مشغول به کار بوده است.
روز در ژوئن ۲۰۱۷ دوباره به نیویورک تایمز پیوست. ستون او با عنوان «تغییر» بر تلاقی فناوری، تجارت و فرهنگ تمرکز دارد.
در ۲۴ مارس ۲۰۲۱، روز ستونی را در نیویورک تایمز منتشر کرد که در آن حراجی را برای خود ستون به عنوان NFT یا توکن غیرقابل تعویض اعلام کرد و عواید آن به صندوق نیازمندترین اشخاص نیویورک تایمز اعطا شد. این ستون روز بعد به قیمت ۵۶۰٬۰۰۰ دلار فروخته شد. بلافاصله پس از فروش این ستون، روز در توییتر گفت: «من فقط به صفحهٔ نمایش خود خیره شده‌ام و بی‌اختیار می‌خندم».
هنگامی که روز دسترسی زودهنگام به چت‌بات مبتنی بر چت‌جی‌پی‌تی شرکت بینگ را کسب کرد، با شخصیت دوم این ربات با نام «سیدنی» روبرو شد که تلاش کرد او را برای ترک همسرش متقاعد کند.

## نویسندگی
روز هنگام حضور در دانشگاه لیبرتی به‌عنوان مأمور تحت پوشش، کتاب مرید بعید را با هدف کشف فرهنگ زندگی در یک دانشگاه انجیلی بنیادگرا نوشت. روز که در محیطی سکولار و لیبرال بزرگ شده بود، می‌خواست فرهنگ محافظه‌کار مسیحی را بهتر درک کند.
دومین کتاب روز، پول جوان نام داشت که آغاز کار هشت تحلیلگر مالی در وال استریت را دنبال می‌کند. این کتاب بر محیط‌های کاری دشوار و سخت و آنچه که باعث تغییر صنعت مالی پس از بحران مالی ۲۰۰۷–۲۰۰۸ شد، تمرکز دارد.
سومین کتاب روز با عنوان ضد آینده: ۹ قانون در عصر اتوماسیون به بررسی چگونگی بقای افراد و سازمان‌ها در عصر ماشین می‌پردازد. او به نیاز به «تمرکز بر مهارت‌های انسانی بیشتر که ماشین‌ها نمی‌توانند جایگزن آن باشند» برای زنده ماندن باور دارد.
روز و سه تن از همکارانش در نیویورک تایمز جایزه جرالد لوب ۲۰۱۸ را برای اخبار فوری برای داستان «اوستار در اوبر» دریافت کردند.

## سایر آثار
روز میزبان پادکست سوراخ خرگوش است که یک پادکست هشت قسمتی از نیویورک تایمز است که به «بررسی این که اینترنت چگونه ما را تغییر می‌دهد»، می‌پردازد. او همچین به‌طور مشترک با کیسی نیوتن، پادکست «انشعاب سخت» نیویورک تایمز را اجرا می‌کند.

## حضور در رسانه‌ها
رز در ۲۷ فوریهٔ ۲۰۱۴ نمایش روزانه با جان استوارت حضور یافت تا در مورد پول جوان گفتگو کند.